# Лютки
Лютки (лат. Lestidae) — небольшое семейство стрекоз из подотряда равнокрылых. Представители — космополиты. Семейство делится на два подсемейства: Lestinae и Sympecmatinae.

## Описание
Стрекозы небольших размеров, имеют тонкое удлинённое тело. Виды из подсемейства Lestinae отдыхают с частично раскрытыми крыльями, а из подсемейства Sympecmatinae — со сложенными крыльями.

## Размножение
С помощью яйцеклада самки люток откладывают яйца в жёсткие стебли прибрежных растений: осок, камыша, рогоза и даже в ветви деревьев и кустарников.

## Палеонтология
Древнейшие лютки найдены в отложениях верхнего эоцена Тибета (39,5-37 млн лет).

## Классификация
Семейство люток включает 9 родов со 153 видами:
- Archilestes Selys, 1862 — 9 видов;
- Austrolestes Tillyard, 1913 — 10 видов;
- Chalcolestes Kennedy, 1920 — 2 вида;
- Indolestes Fraser, 1922 — 36 видов;
- Lestes Leach, 1815 — 84 вида;
- Orolestes McLachlan, 1895 — 5 видов;
- Platylestes Selys, 1862 — 3 вида;
- Sinhalestes Fraser, 1951 — 1 вид;
- Sympecma Burmeister, 1839 — 3 вида.

## Фото

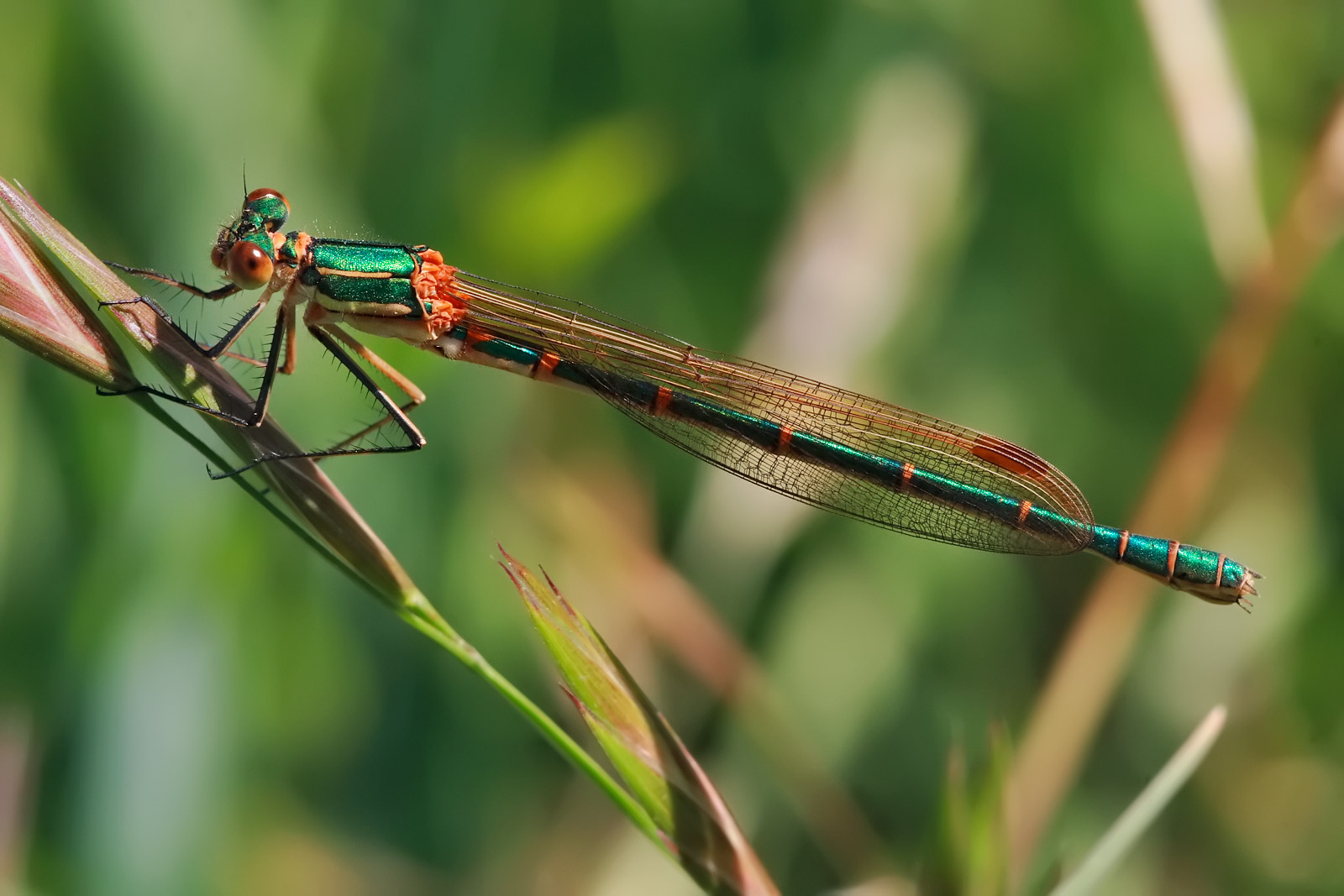
Austrolestes cingulatus, Австралия
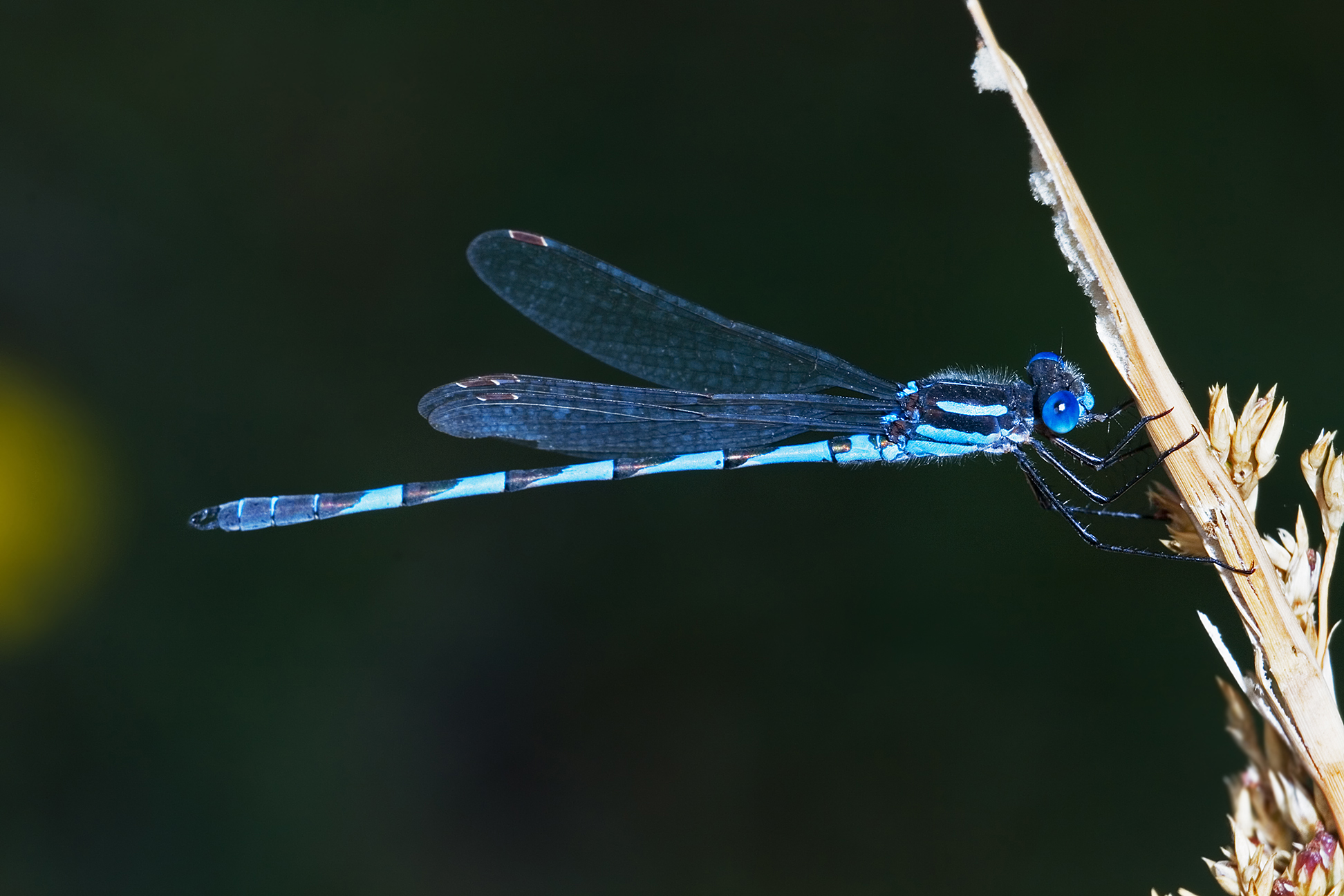
Austrolestes annulosus, Австралия
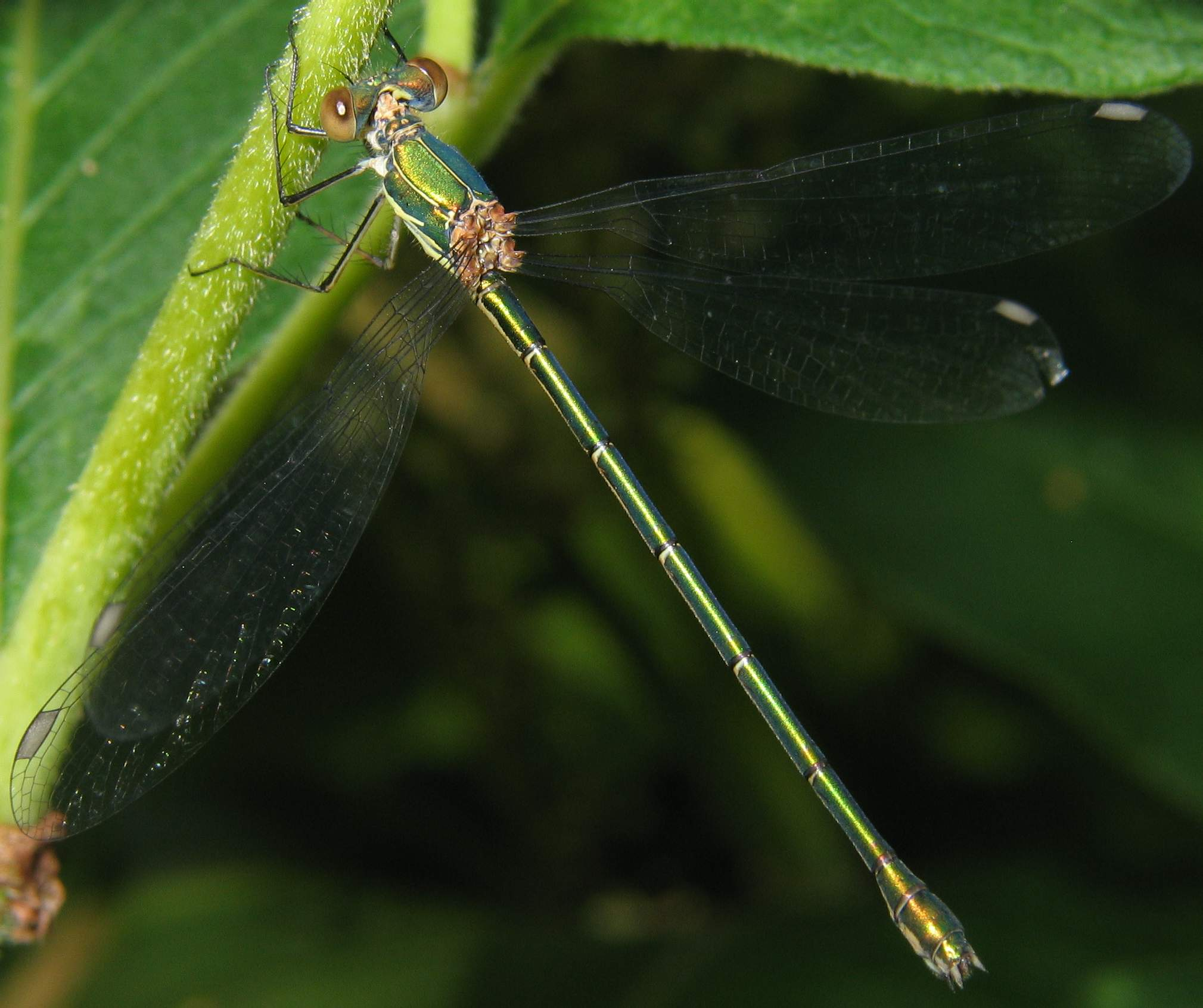
Chalcolestes viridis, Европа
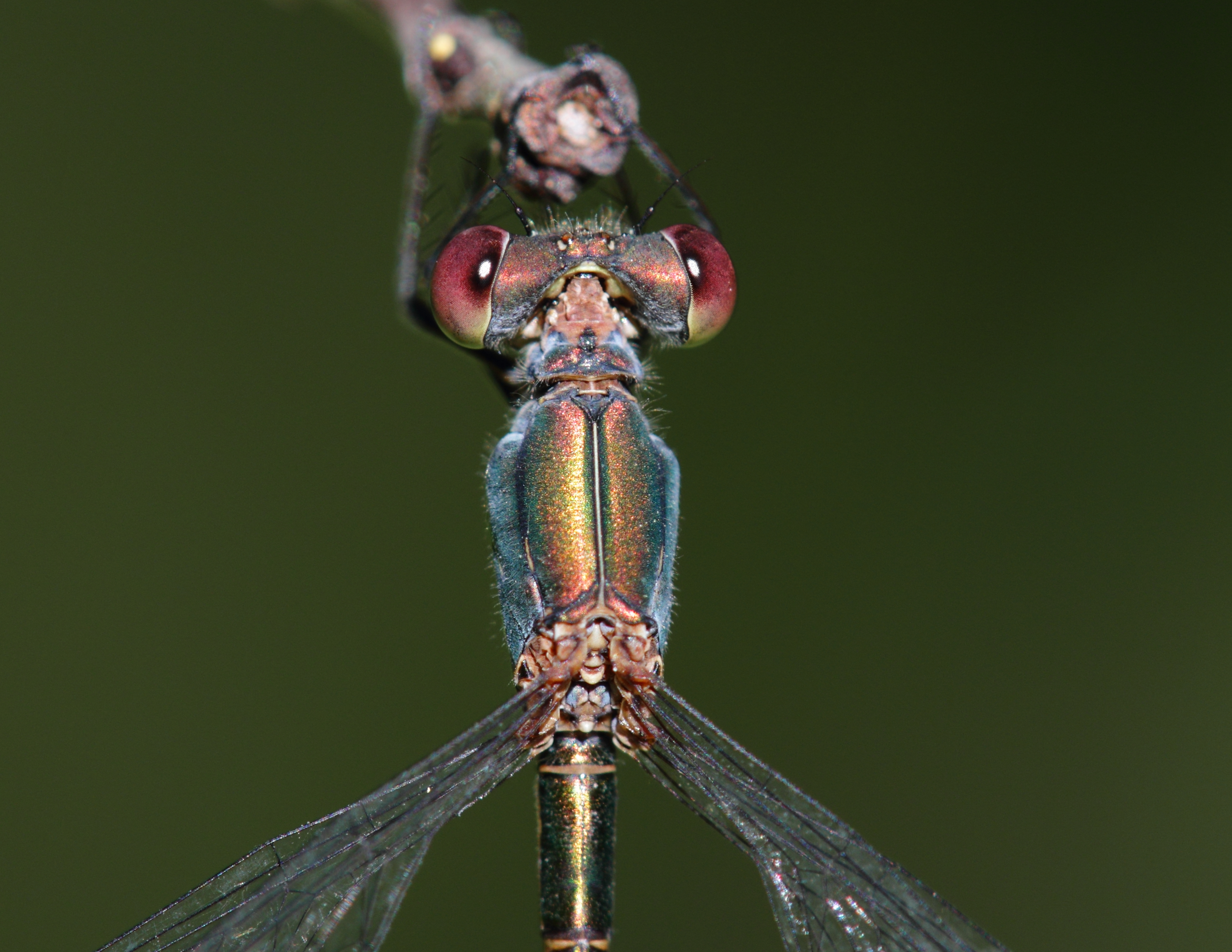
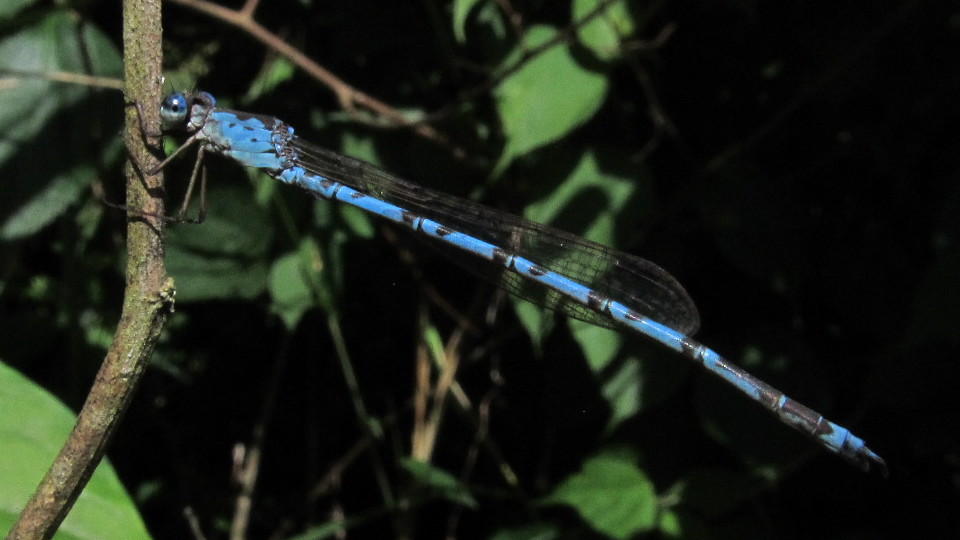
Indolestes peregrinus, Восточная Азия
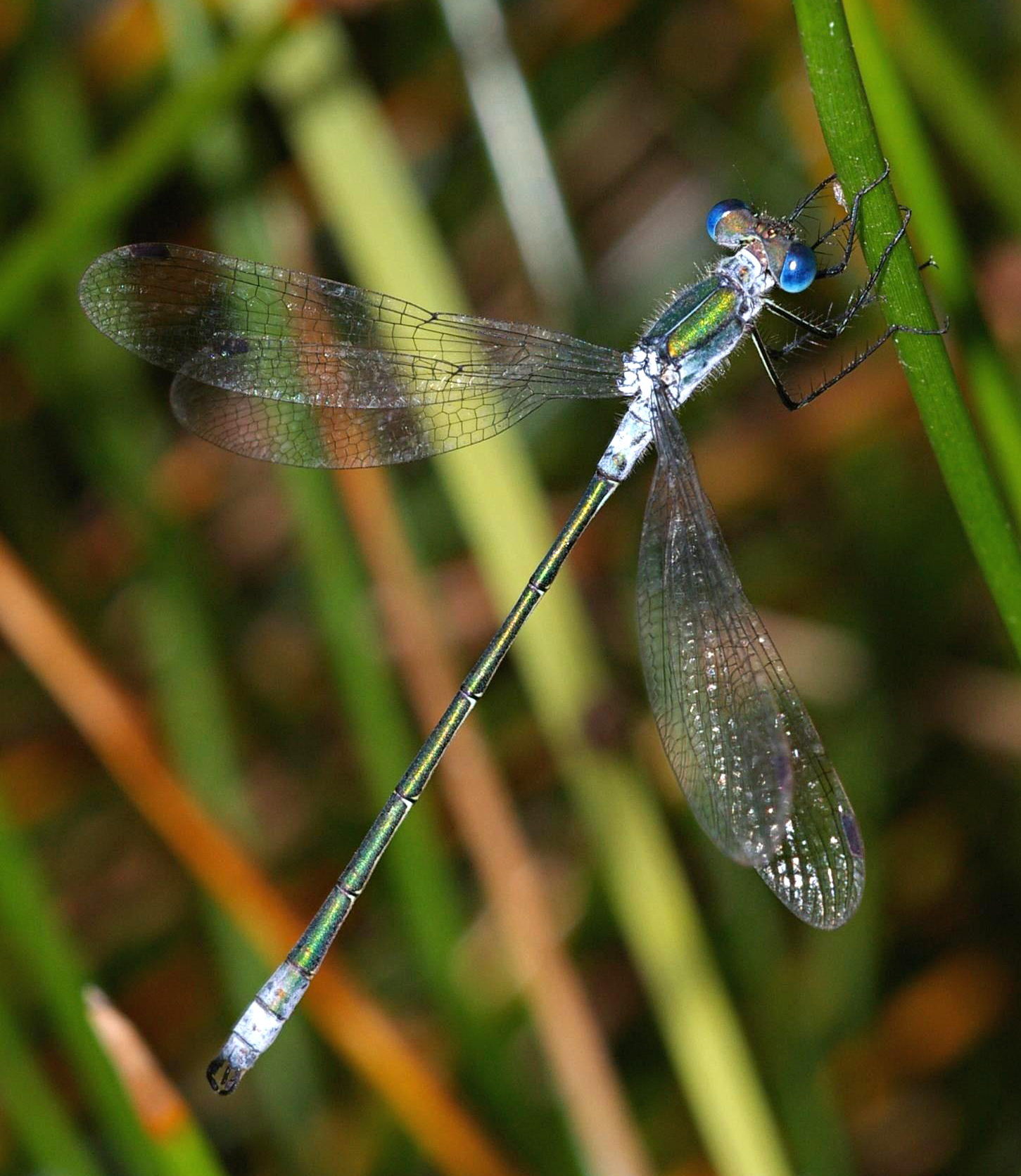
Lestes sponsa, Евразия
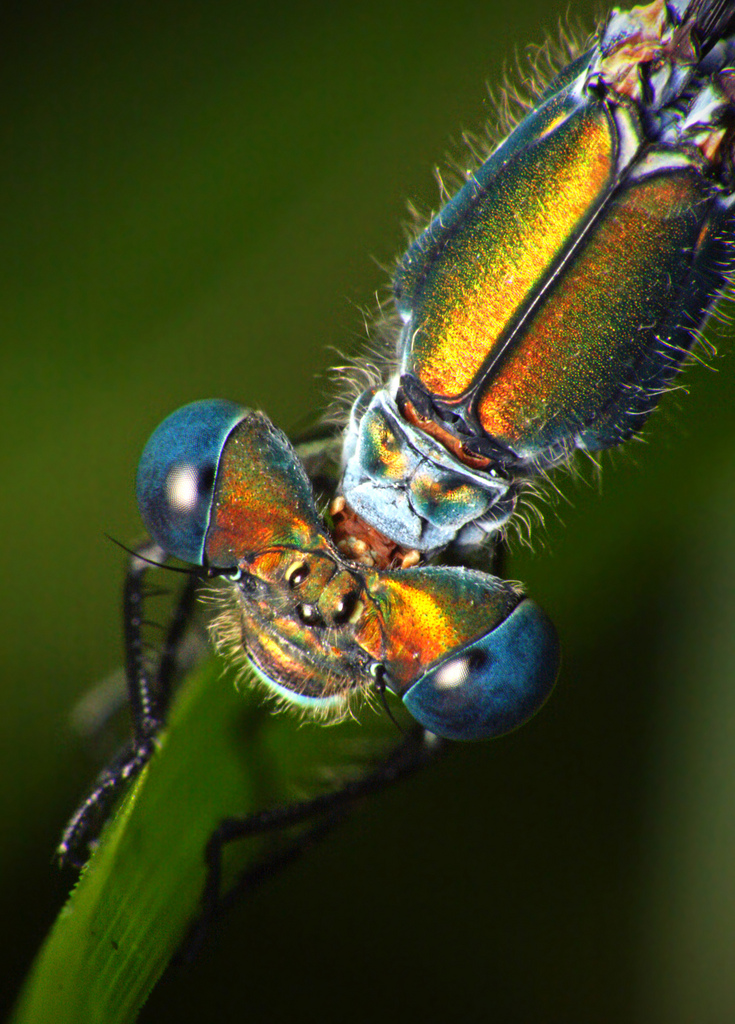
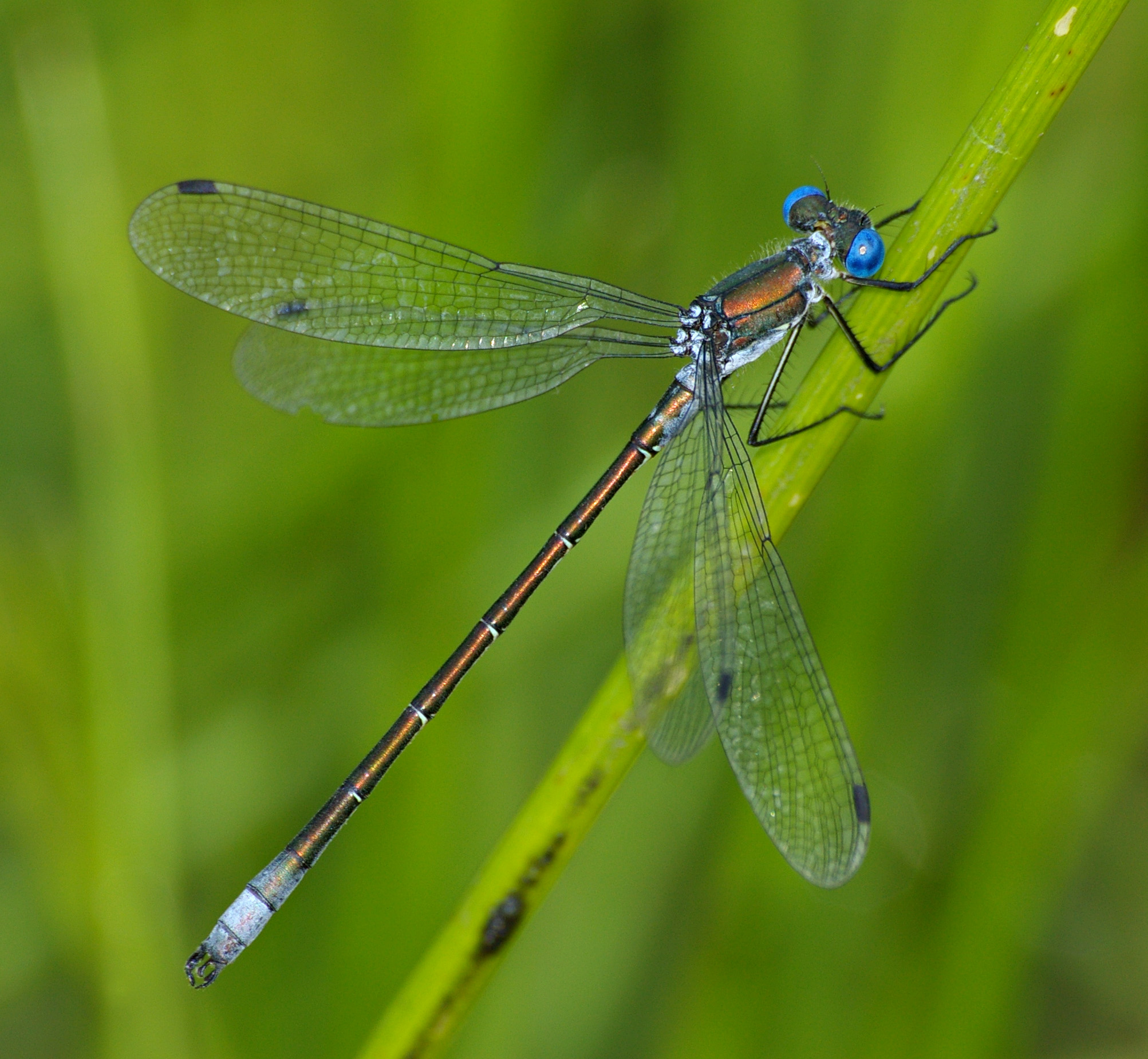
Lestes dryas, Евразия, Северная Африка, Северная Америка
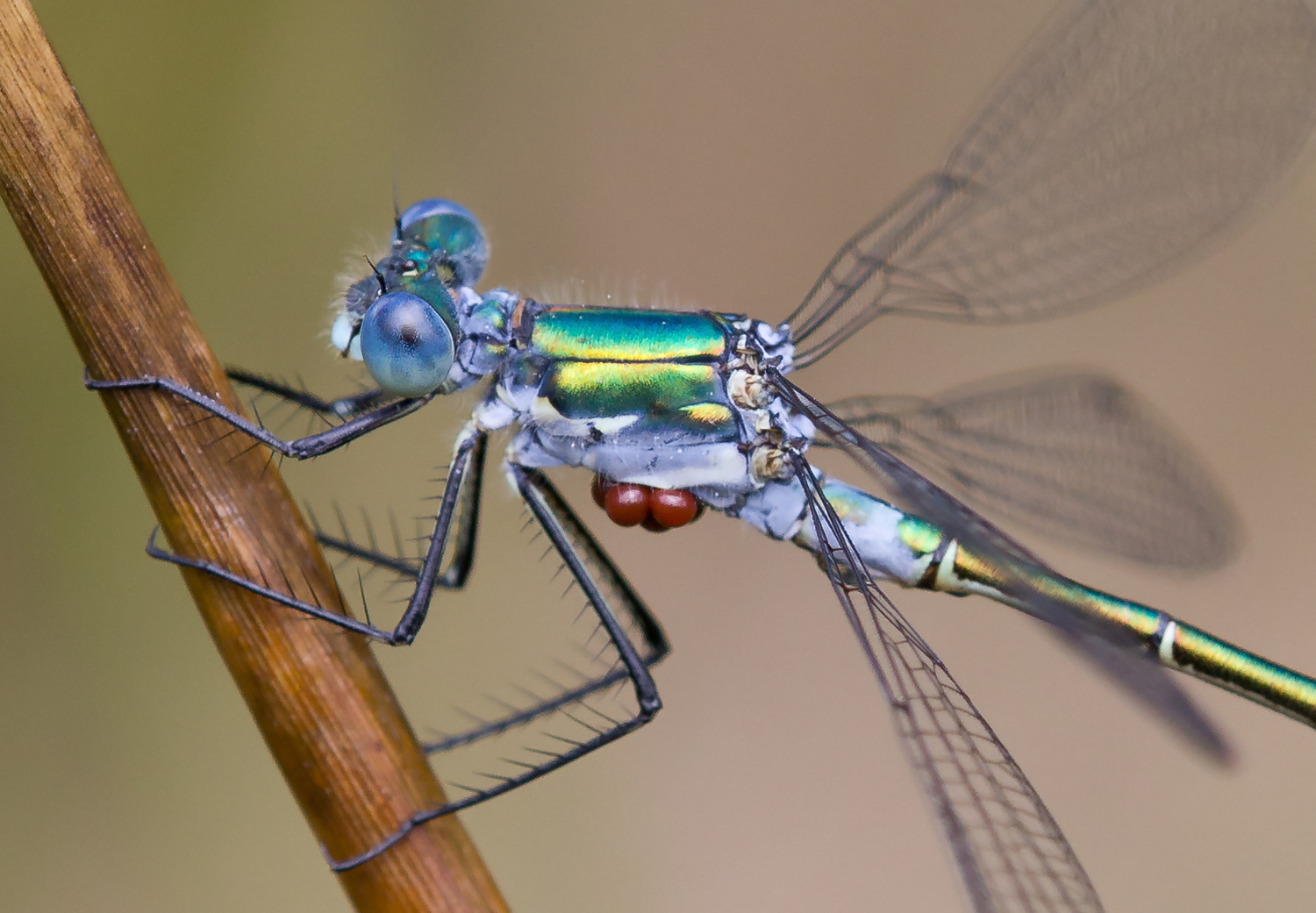
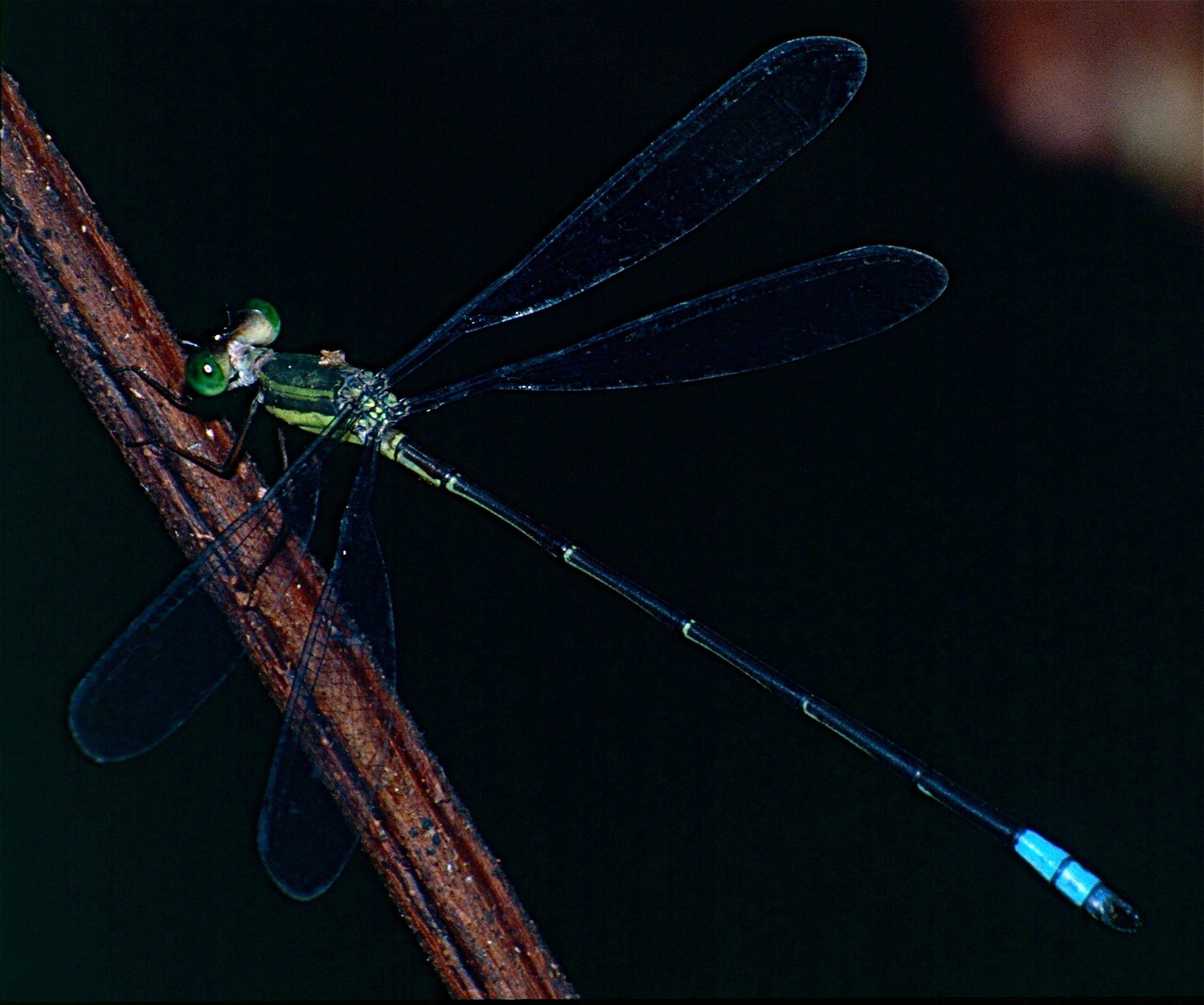
Orolestes wallacei, Малайский полуостров, Большие Зондские острова
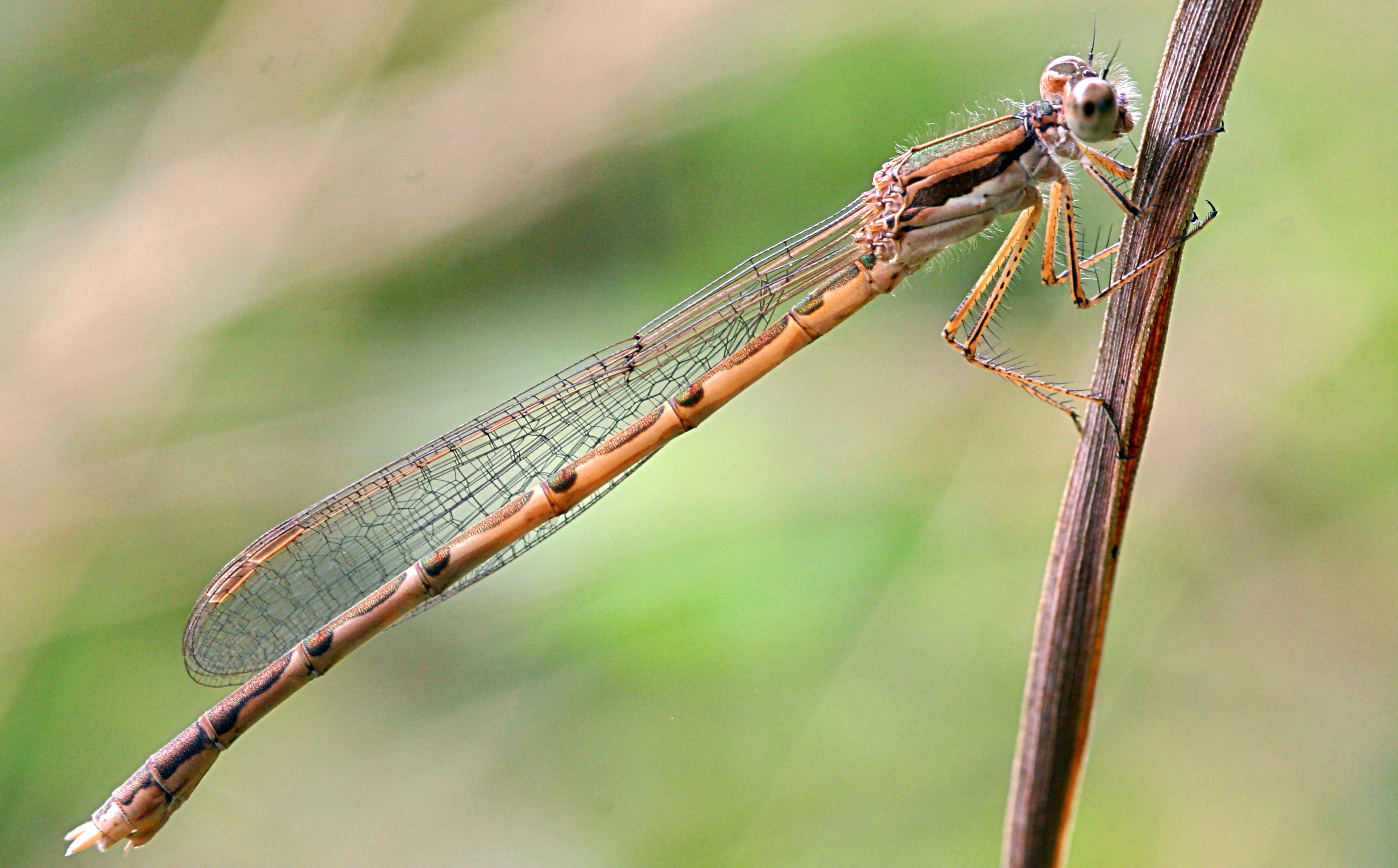
Sympecma fusca, Евразия, Северная Африка
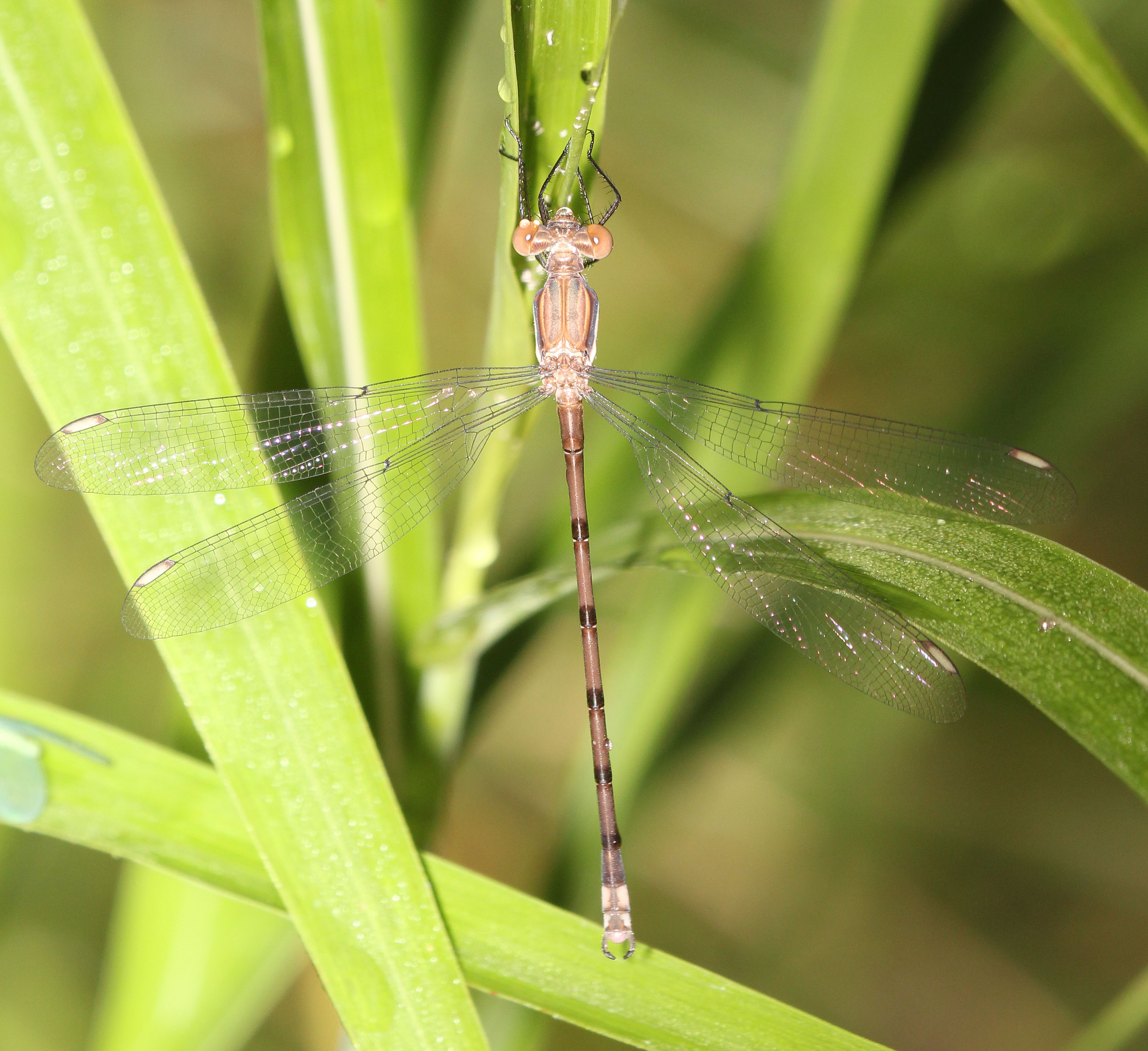
Archilestes californica, Северная Америка